# Prix du Docteur-Binet-Sanglé
Le prix du Docteur-Binet-Sanglé, de la fondation du même nom, est un ancien prix annuel de philosophie, créé en 1952 par l'Académie française et « destiné à récompenser un écrivain aux idées courageuses et hardies ou à défaut un poète ».
Charles Hippolyte Louis Jules Binet, dit Binet-Sanglé, né le 4 juillet 1868 à Clamecy (Nièvre) et mort le 14 novembre 1941 à Nice (Alpes-Maritimes), est un médecin militaire et psychologue français.

## Liste des lauréats
- 1957 : 
  - Hélène d'Argœuves pour Louise de Bettignie
  - Marcel Chapron pour Mirabeau-Tonneau
  - Maurice Durosoy pour Lyautey mon général
  - Dr Jean-Max Eylaud (1896-1979) pour Montesquieu chez ses notaires de la Brède
  - Florian de La Horbe (1888-1972) pour Guide-âne de la politique internationale
  - Germaine Lacombe Decerf pour Au vent des chênes verts
  - Capitaine A.-J. Leclerc pour Normandie en avant !
- 1958 : 
  - Dr Louis Chauvois (1881-1972) pour William Harvey
  - Abbé Jean Desgranges (1874-1958) pour Bréviaire des Incroyants
  - Louis Dollot pour La Turquie vivante
  - André Lamouche (1888-1969) pour L’Homme dans l’harmonie universelle
  - Marc Leproux (1898-1973) pour Médecins, magie et sorcellerie et Dévotions et saints guérisseurs
- 1959 : 
  - Norbert Casteret pour l'ensemble de ses ouvrages
  - Alec Mellor (1907-1988) pour Le Problème des guérisseurs
- 1960 : 
  - Louis Hastier pour l'ensemble de son œuvre
  - Florian de La Horbe (1888-1972) pour L’incroyable secret de Champlain
- 1961 : Dr Georges Wolfromm (1883-1978) pour Courts-circuits
- 1962 : Germaine Lot pour Charles Nicolle
- 1963 : Jean Furstenberg (1890-1982) pour Les sources de la création artistique
- 1964 : Jean Bruneau (1922-2003) pour Les débuts littéraires de Gustave Flaubert (1831-1845)[2]
- 1965 : Claude Wauthier (1923-2018) pour L’Afrique des Africains
- 1967 : Marcel Bataillon, André Berge et François Walter pour Rebâtir l’École
- 1968 : Jean Bourdeillette (1901-1981) pour Pour Israël
- 1969 : Paule Fougère (1916-2003) pour L’Homme, la Femme et l’Âge critique
- 1972 : Jean Osiris (1945-....) pour Les ailes de l’aube
- 1973 : Albert Meglin pour Du chaos à l’espoir
- 1974 : Jean Humbert pour De sel, de terre et d’eau
- 1975 : Jean Bogliolo (1915-....) pour L’Algérie de papa
- 1976 : André Pic pour Mes saisons
- 1977 : Geneviève Jean pour La belle aventure
- 1978 : Charles Lefèvre (1927-1988) pour Qualité de vie, vie de qualité
- 1979 : 
  - Hedwige Louis-Chevrillon pour Vigiles
  - Jean-Michel Renaitour pour L’Amour chez les Romains à l’époque d'Auguste
- 1980 : Théodore Quoniam (1900-1998) pour Bonheur et Salut
- 1981 : 
  - Marguerite Hoppenot pour Cette vie qui m’est donnée
  - Nancy Huston pour Dire et interdire (éléments de jurologie)
- 1982 : Pierre Bour pour Les racines de l’homme
- 1983 : 
  - Joseph Leif pour Pour une éducation subversive
  - Solange Magre pour Daniel, ou l’amour massacré
- 1984 : Robert Dailly (1912-1988) pour Les déficiences intellectuelles de l’enfant
- 1985 : 
  - Marie-Jeanne Coloni (1927-2019) et André Trintignac (1911-2002) pour Découvrir Notre-Dame de Paris
  - Michel Meslin pour Le merveilleux, l’imaginaire et les croyances en Occident
- 1986 : Gérard Boutet pour Les gagne-misère et Petits métiers et gestes oubliés
- 1987 : Laurent Dispot pour Manifeste archaïque